# District de Xiangcheng (Xiangfan)
Pour les articles homonymes, voir Xiangcheng (homonymie).
Le district de Xiangcheng (襄城区 ; pinyin : Xiāngchéng Qū) est une subdivision administrative de la province du Hubei en Chine. Il est placé sous la juridiction de la ville-préfecture de Xiangfan.